# Francesc Layret
Francesc Layret y Foix (Barcelona, 12 de julio de 1880-Barcelona, 30 de noviembre de 1920) fue un político y abogado español de ideología nacionalista catalana y republicana, asesinado por pistoleros de los Sindicatos Libres.

## Biografía
Su padre, relojero de profesión, era Francesc Lairet Rico natural de Vinaroz y su madre Raimunda Foix Prats natural de Barcelona. Nacido el 12 de julio de 1880 en Barcelona, era hijo de familia acomodada, tuvo que utilizar durante toda su vida muletas ya que en su infancia se vio afectado por una parálisis. Compartió aulas con Lluís Companys en el Liceu Políglot. Más tarde cursó las carreras de Derecho y Filosofía y Letras en la Universidad de Barcelona.

### Actividad política
En 1902 participó en la fundación del Ateneo Enciclopédico Popular del que fue presidente en 1906 y en la de la Associació Escolar Republicana. En 1905 ingresó en Unión Republicana, partido por el que fue elegido concejal del Ayuntamiento de Barcelona. Participó en el departamento de Hacienda del consistorio y fue uno de los promotores, en 1908, del presupuesto de Cultura que dotaba a la ciudad de escuelas municipales en las que la enseñanza se impartiría en catalán.
Participó en Solidaridad Catalana y, junto con algunos disidentes de la Lliga Regionalista, fundó en 1906 el Centre Nacionalista Republicà, uniéndose posteriormente a la Unión Federal Nacionalista Republicana. En 1917 fue uno de los impulsores del Partit Republicà Català. El órgano de expresión del partido era el periódico La Lucha, cofundado por Layret en 1916. El periódico se caracterizaba por sus campañas en favor del republicanismo y el nacionalismo catalán. En 1919 fue elegido diputado a Cortes por el distrito de Sabadell. 
Ejerció como abogado defensor de miembros de la CNT y en el Congreso de los Diputados destacó por su defensa del movimiento sindical revolucionario en Barcelona, hasta el punto de que Eduardo Comín Colomer lo definiría como el «paladín del anarco-sindicalismo en el Parlamento». Según F. de P. Calderón, Layret incluso llegaría a afirmar en las Cortes: 

Sigamos examinando la situación de la clase obrera en Barcelona. Es muy fácil desde aquí hablar contra los atentados personales. Pero cuando los obreros que quieren mejorar los caminos legales encuentran éstos cerrados, es lógico que recurran a atentados personales y al terrorismo.

#### Muerte

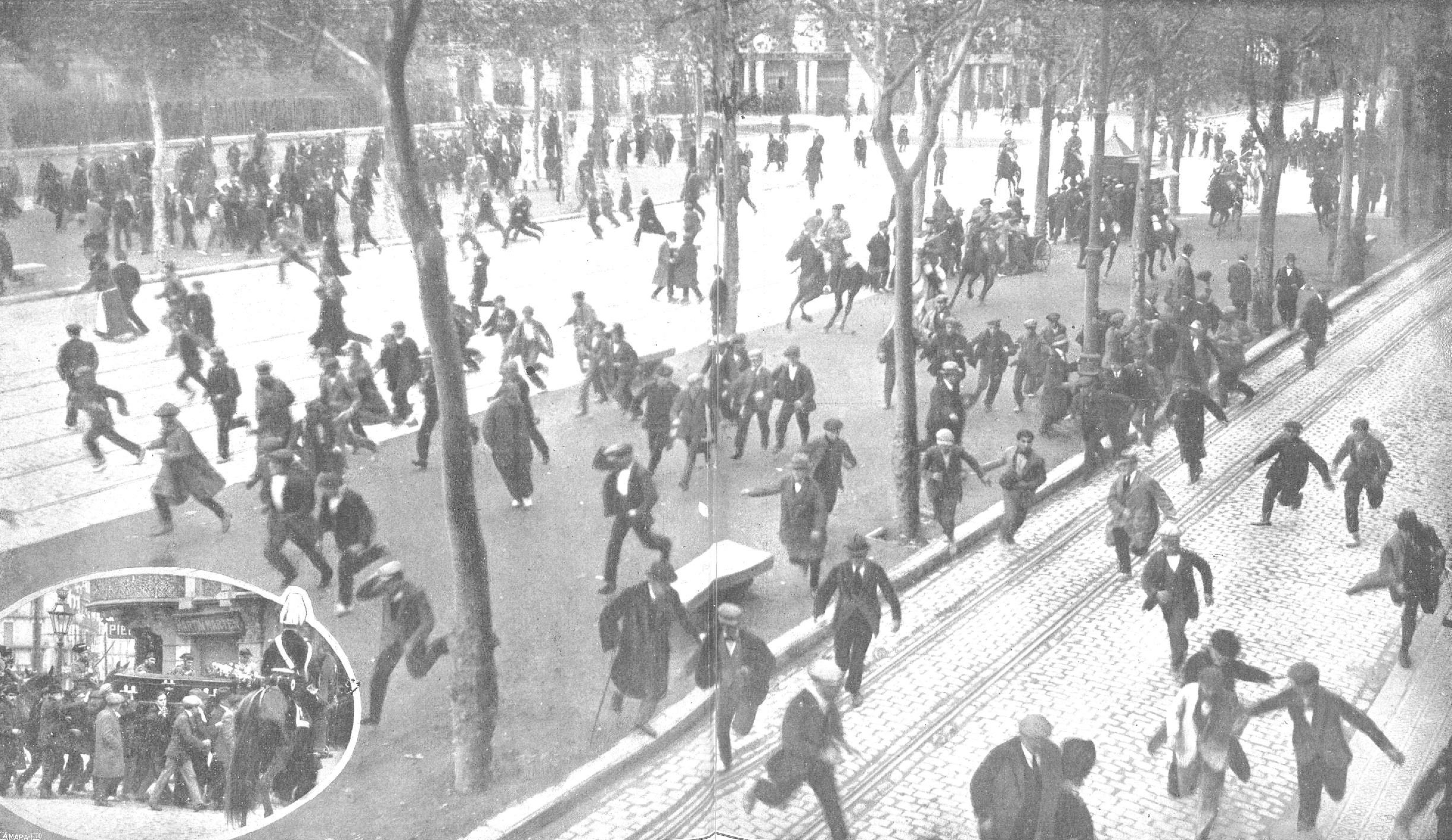
Carga de la Guardia Civil en Barcelona el día del entierro de Layret

En 1920, el gobernador civil de Barcelona, Martínez Anido, realizó una masiva detención de sindicalistas, nacionalistas y republicanos, entre los que se encontraban Lluís Companys, Salvador Seguí y Martí Barrera. En el momento en que Layret abandonaba su domicilio para interesarse por los detenidos, fue asesinado por pistoleros blancos del Sindicato Libre. Se organizó una huelga en protesta por la muerte de Layret y su funeral se convirtió en un acto político. 
En junio de 1934 fue detenido Fulgencio Vera, natural de Murcia, acusado del asesinato de Layret. Al parecer, Vera huyó a Francia y había regresado recientemente, junto a otros sujetos del Sindicato Libre.